# Stylaster ramosus
Stylaster ramosus är en nässeldjursart som beskrevs av Hjalmar Broch 1947. Stylaster ramosus ingår i släktet Stylaster och familjen Stylasteridae.
Artens utbredningsområde är Indiska oceanen. Inga underarter finns listade i Catalogue of Life.